# سیارک ۱۳۷۲۳
سیارک ۱۳۷۲۳ (به انگلیسی: 13723 Kolokolova، نامگذاری:1998QY54) سیزده هزار و هفتصد و بیست و سومین سیارک کشف شده‌است که در ۲۷ اوت ۱۹۹۸ کشف شد.
قدر مطلق سیارک برابر ۲۰.۴ است.